# Sergio Oliva
Pour les articles homonymes, voir Oliva.
 (octobre 2011).
Si vous disposez d'ouvrages ou d'articles de référence ou si vous connaissez des sites web de qualité traitant du thème abordé ici, merci de compléter l'article en donnant les références utiles à sa vérifiabilité et en les liant à la section « Notes et références ».
Sergio Oliva est un culturiste nord-américain, né le 4 juin 1941 à La Havane (Cuba) et mort le 12 novembre 2012 à Chicago. Il est le premier athlète noir à remporter les titres de Mister America, Mister Monde, Mister Univers et Mister Olympia en division professionnelle, ayant remporté ce concours – le plus prestigieux de la discipline – trois fois, de 1967 à 1969.
Doté d'une masse musculaire exceptionnelle pour l'époque (111 kg pour 1,75 m), avec de larges épaules et une taille particulièrement fine (71,12 cm), lui conférant une morphologie presque irréelle, il a été surnommé « The Myth ». A été mis en évidence dans le manga baki

## Biographie
Sergio Oliva est décédé le 12 novembre 2012 à Chicago, dans l'Illinois, d'une insuffisance rénale.  Il avait 71 ans et fut le premier d'une longue série de M.  Olympia à décéder: Larry Scott (8 mars 2014), Franco Columbus (30 août 2019), Shawn Rhoden (6 novembre 2021), Chris Dickerson (23 décembre 2021)...}

## Compétition
Sergio Oliva remporte le titre de Mister Olympia à trois reprises : 1967, 1968 (seul compétiteur cette année-là) et 1969 (il est cette année-là le seul athlète à avoir battu Arnold Schwarzenegger à la compétition phare de la discipline). Il participe à sa dernière compétition au Mr. Olympia 1985. Par la suite, il continue de s'entraîner sérieusement et organise des séminaires.

### Palmarès
- 1963 : Mr. Chicago : 1er
- 1964 : Mr. Illinois : 1er
- 1964 : Mr. America / AAU : 7e
- 1965 : Junior Mr. America / AAU : 2e + trophée « Most Muscular »
- 1965 : Mr. America / AAU : 4e + trophée « Most Muscular »
- 1966 : Junior Mr. America / AAU : 1er + trophée « Most Muscular »
- 1966 : Mr. America / AAU : 2e + trophée « Most Muscular »
- 1966 : Mr. World / IFBB : 1er en catégorie « grandes tailles » et en toutes catégories
- 1966 : Mr. Universe / IFBB : 1er
- 1966 : Mr. Olympia / IFBB : 4e
- 1967 : Mr. Olympia / IFBB : 1er
- 1967 : Mr. Universe / IFBB : 1er toutes catégories
- 1968 : Mr. Olympia / IFBB : 1er (seul athlète ayant participé à cette édition donc 1er sur 1...)
- 1969 : Mr. Olympia / IFBB : 1er
- 1970 : Mr. World / AAU (Pro) : 2e en catégorie « grandes tailles »
- 1970 : Mr. Olympia / IFBB : 2e
- 1971 : Mr. Universe / NABBA (Pro) : 2e en catégorie « grandes tailles »
- 1972 : Mr. Olympia / IFBB : 2e
- 1973 : Mr. International / IFBB (Pro) : 1er
- 1974 : Mr. International / WBBG (Pro) : 1er
- 1975 : Mr. Olympus / WBBG : 1er
- 1976 : Mr. Olympus / WBBG : 1er
- 1977 : World Championships / WABBA (Pro) : 1er
- 1978 : Mr. Olympus / WBBG : 1er
- 1980 : World Championships / WABBA (Pro) : 1er
- 1981 : Pro World Cup / WABBA : 1er
- 1984 : Mr. Olympia / IFBB : 8e
- 1984 : Pro Mid-States Championships / WABBA : 1er
- 1985 : Mr. Olympia / IFBB : 8e

## Influences
Le personnage Biscuit Oliva du manga Baki est basé sur Sergio Oliva

## Filmographie
- 1980 : The Comeback de Kit Laughlin (également connu en France sous le titre « Pumping Iron 2 », documentaire relatant le très controversé concours Mr. Olympia 1980, remporté par Arnold Schwarzenegger après 5 ans d'absence)[3]